# Pomnik Kosynierów Miłosławskich
Pomnik Kosynierów Miłosławskich – pomnik upamiętniający wydarzenia Wiosny Ludów z lat 1848–1849, w tym bitwy pod Miłosławiem. Znajduje się przy ul. Zamkowej w Miłosławiu, w pobliżu kościoła św. Jakuba Większego Apostoła. Powstał, według projektu Seweryna Mielżyńskiego, w 1853.

## Opis pomnika
Pomnik ma postać neogotyckiej kapliczki z figurą świętego Wawrzyńca. Został wzniesiony na specjalnie wybudowanym grobowcu, do którego przeniesiono zwłoki kosynierów z 1848, pochowanych dotychczas na przykościelnym cmentarzu.
W 1928 na pomniku umieszczono tablicę z napisem „Poległym w bitwie miłosławskiej 30.4.1848 r. wdzięczni rodacy”. W 1940 na polecenie władz hitlerowskich pomnik został rozebrany, a figurę św. Wawrzyńca przeniesiono do kościoła. W 1971 rzeźbę świętego ustawiono na filarze muru przykościelnego, nad mogiłą kosynierów. 
Pomnik został zrekonstruowany i ponownie odsłonięty w 1998, podczas obchodów 150. rocznicy bitwy pod Miłosławiem.